# سان فرناندو (ترينيداد وتوباغو)
سان فرناندو، ترينيداد وتوباغو (بالإنجليزية: San Fernando, Trinidad and Tobago) هي مدينة تتبع ترينيداد وتوباغو. بلغ عدد سكانها 55419 نسمة تبلغ مساحتها 18.64 كيلومتر مربع.
تعرف رسميًا بمدينة سان فرناندو، وهي المدينة الأكثر اكتظاظًا بالسكان وثاني أكبر بلدية في ترينيداد وتوباغو بعد تشاغواناس. ساندو، كما يعرفها العديد من سكان ترينيداد المحليين، تبلغ مساحتها 19 كيلومترًا مربعًا وتقع في الجزء الجنوبي الغربي من جزيرة ترينيداد. يحدها من الشمال نهر غواراكارا، ومن الجنوب نهر أوروبوتشي، ومن الشرق طريق سير سولومون هوتشوي السريع، ومن الغرب خليج باريا. رُقّيت البلدة السابقة إلى هيئة بلدية في 18 نوفمبر 1988. شعار سان فرناندو هو: "سانيتاس فورتيس" - "في بيئة صحية، نجد القوة". تُسمى سان فرناندو "العاصمة الصناعية" لترينيداد وتوباغو بسبب قربها من مصفاة النفط Pointe-à-Pierre والعديد من مصاهر البتروكيماويات والغاز الطبيعي المسال والحديد والصلب والألمنيوم في أماكن مثل Point Lisas في Couva وPoint Fortin وLa Brea.

## المناخ
يظهر الجدول التالي التغييرات المناخية على مدار السنة لسان فرناندو، ترينيداد وتوباغو:
| البيانات المناخية لـسان فرناندو، ترينيداد وتوباغو | البيانات المناخية لـسان فرناندو، ترينيداد وتوباغو | البيانات المناخية لـسان فرناندو، ترينيداد وتوباغو | البيانات المناخية لـسان فرناندو، ترينيداد وتوباغو | البيانات المناخية لـسان فرناندو، ترينيداد وتوباغو | البيانات المناخية لـسان فرناندو، ترينيداد وتوباغو | البيانات المناخية لـسان فرناندو، ترينيداد وتوباغو | البيانات المناخية لـسان فرناندو، ترينيداد وتوباغو | البيانات المناخية لـسان فرناندو، ترينيداد وتوباغو | البيانات المناخية لـسان فرناندو، ترينيداد وتوباغو | البيانات المناخية لـسان فرناندو، ترينيداد وتوباغو | البيانات المناخية لـسان فرناندو، ترينيداد وتوباغو | البيانات المناخية لـسان فرناندو، ترينيداد وتوباغو | البيانات المناخية لـسان فرناندو، ترينيداد وتوباغو |
| الشهر                                             | يناير                                             | فبراير                                            | مارس                                              | أبريل                                             | مايو                                              | يونيو                                             | يوليو                                             | أغسطس                                             | سبتمبر                                            | أكتوبر                                            | نوفمبر                                            | ديسمبر                                            | المعدل السنوي                                     |
| ------------------------------------------------- | ------------------------------------------------- | ------------------------------------------------- | ------------------------------------------------- | ------------------------------------------------- | ------------------------------------------------- | ------------------------------------------------- | ------------------------------------------------- | ------------------------------------------------- | ------------------------------------------------- | ------------------------------------------------- | ------------------------------------------------- | ------------------------------------------------- | ------------------------------------------------- |
| المتوسط اليومي °م (°ف)                            | 24.77 (76.59)                                     | 24.93 (76.87)                                     | 25.40 (77.72)                                     | 26.27 (79.29)                                     | 26.63 (79.93)                                     | 26.26 (79.27)                                     | 26.21 (79.18)                                     | 26.45 (79.61)                                     | 26.61 (79.90)                                     | 26.45 (79.61)                                     | 26.13 (79.03)                                     | 25.30 (77.54)                                     | 25.95 (78.71)                                     |
| معدل هطول الأمطار مم (إنش)                        | 80.86 (3.18)                                      | 44.22 (1.74)                                      | 42.53 (1.67)                                      | 62.75 (2.47)                                      | 123.26 (4.85)                                     | 233.91 (9.21)                                     | 249.72 (9.83)                                     | 239.96 (9.45)                                     | 181.03 (7.13)                                     | 193.41 (7.61)                                     | 206.55 (8.13)                                     | 157.96 (6.22)                                     | 1٬816٫16 (71.49)                                  |
| المصدر: World Bank Group                          |                                                   |                                                   |                                                   |                                                   |                                                   |                                                   |                                                   |                                                   |                                                   |                                                   |                                                   |                                                   |                                                   |

## أعلام
- نور حسن علي
- فابيان لويس
- جلويد سامويل
- فارس الراوي
- جان رامجون ريتشاردز